# Georges Pelletier (agronome)
Pour les articles homonymes, voir Georges Pelletier et Pelletier.
Georges Pelletier, né le 7 mai 1943, est un ingénieur agronome français et docteur ès sciences. Il a fait sa carrière à l'Institut national de la recherche agronomique dans le département de Génétique et Amélioration des Plantes. Il a dirigé l’Unité du Centre INRA de Versailles de 1991 à 1999, présidé de 2001 à 2010, le Directoire Opérationnel du Groupement d’Intérêt Scientifique de génomique végétale Génoplante, et de 2010 à 2013 a été nommé à l’ANR responsable scientifique du programme Biotechnologies et Bio-ressources des « Investissements d’avenir ». Il a été membre de la Commission du génie biomoléculaire et du Conseil scientifique des Génopoles. Membre de l’Académie des sciences (2004) et de l’Académie d'agriculture (2004), il a obtenu les Lauriers d’excellence de INRA (2006).

## Travaux scientifiques
Son domaine de recherche a été l’étude de mécanismes de multiplication et de reproduction chez les angiospermes.
Tout d’abord par la génération d’individus haploïdes, soit par culture in vitro de pollen immature, chez le tabac et l’asperge, soit par la sélection d’anomalies de la fécondation éliminant l’un des génomes parentaux. Ces travaux ont conduit à préciser le déterminisme du sexe chez l’asperge, espèce dioïque, et ont fourni la méthode permettant l’obtention des variétés hybrides F1 entièrement mâles, largement développées depuis.
Il a développé une génétique des organites cytoplasmiques chez les plantes supérieures par fusion des protoplastes, révélant l’existence de recombinaisons quasi systématiques entre les génomes mitochondriaux et l’échange des chloroplastes entre les parents de ces fusions. L’application de ces principes aux espèces de la famille des Brassicaceae a permis de découvrir le gène mitochondrial responsable d’une stérilité-mâle (absence de pollen) dite Ogura qu’on trouve dans le genre Raphanus,. Il s’agit d’un gène supplémentaire dont la seule fonction biologique est de bloquer la formation du pollen. Il est impliqué dans la gynodïoecie (espèce composée de femelles et d’hermaphrodites) dans le genre Raphanus. La découverte du gène responsable de la stérilité mâle, son transfert chez les Brassica par fusion de protoplastes, puis la sélection de recombinants mitochondriaux aux caractéristiques agronomiques améliorées ont permis une large diffusion et exploitation de cette stérilité mâle en Europe et en Amérique du nord pour la production de variétés hybrides chez le colza et les différents choux.
Il a montré que la bactérie utilisée pour le transfert de gènes, Agrobacterium tumefaciens, introduite par simple infiltration dans la plante, est capable, de façon tout à fait inattendue, de transférer son ADN-T aux gamètes femelles,. Une méthode originale de transformation permettant de créer des collections de « mutants d’insertion » dans le génome d’Arabidopsis thaliana a pu être développée destinée, dans son équipe, à l’étude des gènes qui contrôlent les mécanismes de la reproduction, qu’il s’agisse de la méiose et de la recombinaison des chromosomes ou de la gamétogenèse, développement du pollen et du sac embryonnaire. A l’échelle mondiale, la méthode a été largement exploitée comme un des outils majeurs de l’analyse fonctionnelle du génome d’A. thaliana, plante modèle de la génomique des plantes.

## Distinctions
- Prix Jean-Dufrenoy de l’Académie d’agriculture de France en 1986 ;
- Prix Doistaut-Blutet de l’Académie des sciences en 1989 ;
- Laurier de la recherche agronomique de l'INRA en 2006.

## Décorations
- Officier de l'ordre national du Mérite Il a été promu officier par décret du 13 mai 2016[16]. Il était chevalier du 30 janvier 1992.
- Chevalier de l'Ordre national de la Légion d'honneur.